# Espectroeliógrafo
O Espectroeliógrafo é um instrumento astronômico. Captura uma imagem fotográfica do sol em um único comprimento de onda de luz, uma imagem monocromática. O comprimento de onda é normalmente selecionado em coincidência com um espectro de um elemento químico presente no sol.
Foi desenvolvido independentemente por George Ellery Hale e Henri-Alexandre Deslandres em 1890, e aprimorado em 1932 por Robert Raynolds McMath.
O instrumento é composto por um prisma, juntamente com uma fenda estreita pel qual passa um único comprimento de onda (um monocromador). A luz é focada em um meio fotográfico e a fenda movida ao longo do disco solar, formando uma imagem completa.